# Gekkan Comic Alive
Gekkan Comic Alive (jap. 月刊コミックアライブ Gekkan Komiiku Araibu) – japoński miesięcznik z mangami seinen, publikowany nakładem wydawnictwa Media Factory. Pierwszy numer ukazał się 27 czerwca 2006 roku.

## Wybrane serie
Opracowano na podstawie źródła.
- Haganai – Nie mam wielu przyjaciół
- Kämpfer
- Maria Holic
- No Game No Life
- Non Non Biyori
- Potworna słodycz
- Unbreakable Machine Doll
- Yōkoso jitsuryoku shijō shugi no kyōshitsu e
- Zero no Tsukaima